# La Marañaza
La Marañaza es un personaje de la serie animada Hijitus, creada por Manuel García Ferré.
Se trata de un autómata monstruoso creado por el Profesor Neurus para aterrorizar a la población de Trulalá, y obtener así la fortuna del millonario Gold Silver.

## Historia
Neurus anuncia públicamente la aparición de La Marañaza, como "un monstruo invencible que ha despertado de su letargo milenario, decidido a devorar a la población".
Poco luego, el millonario de la ciudad, Gold Silver, nota que su pequeño hijo Oaky ha desaparecido, y encuentra una nota, firmada por la misma Marañaza, que lo conmina a depositar toda su fortuna en la caverna del monstruo, a fin de recuperar a su hijo y aplacar la furia de la bestia.
Sin más remedio, Gold Silver accede para salvar al pequeño Oaky, y deposita todo su dinero allí, mientras Hijitus y Larguirucho visitan al Director del Museo de Trulalá, a fin de consultarle acerca del extraño monstruo.
El Director del Museo mira en sus enciclopedias, concluyendo que La Marañaza no existe, lo cual hace pensar a Hijitus y Larguirucho en que todo es obra del villano Neurus.
Visitan la cueva del monstruo junto al Comisario de Trulalá, y la encuentran vacía, salvo por un misterioso disco, el que es hallado en el lugar de La Marañaza, el cual, al ser reproducido, deja oír el exacto bramido del monstruo, mostrando a las claras el fraude perpetrado por Neurus, Pucho, Serrucho, e increíblemente, el mismo Oaky, quien actuó junto a los villanos, para tener "más plata que su papito".
Al final, el Comisario, Kechum (primo de Pucho), Gold Silver, Hijitus y Larguirucho irrumpen en el laboratorio de Neurus mientras éste cuenta el botín. Así cae tras las rejas junto a sus secuaces, develándose finalmente la verdadera naturaleza de la Marañaza como un robot con tentáculos, y cubierto por una piel de monstruo.
Por su parte, la travesura del díscolo Oaky tiene castigo por su padre Gold Silver, recibiendo una sesión de nalgadas frente a todos.